# Olaias (stație de metrou din Lisabona)
Olaias este o stație de pe linia roșie a metroului din Lisabona. Stația este situată sub strada Rua de Olivença, la sud-est de bulevardul Avenida Engenheiro Arantes e Oliveira, în freguesia Olaias din zona de nord-est a centrului Lisabonei. 

## Istoric
Stația fost inaugurată pe 19 mai 1998, în același timp cu Alameda, Bela Vista, Chelas și Oriente, în contextul construirii liniei roșii cu scopul prelungirii rețelei metroului până în zona EXPO'98. Proiectul original îi aparține arhitectului Tomás Taveira, iar lucrările plastice artiștilor Pedro Cabrita Reis, Graça Pereira Coutinho, Pedro Calapez și Rui Sanchez.
La finalul anului 2012, într-un articol din seria Impact your World al publicației electronice nord-americane CNN, „Olaias” a fost inclusă într-un clasament al celor mai frumoase stații de metrou din Europa.
Precum toate noile stații ale metroului din Lisabona, Olaias poate deservi și persoanele cu dizabilități locomotorii, fiind echipată cu multiple lifturi și scări rulante care permit un acces facil la peroane.

## Legături

### Autobuze orășenești

#### Carris
- 756 Olaias ⇄ Rua da Junqueira
- 793 Marvila ⇄ Gara Roma-Areeiro[7]